# Valea Mare (Șanț), Bistrița-Năsăud
Valea Mare (germană Sankt Maria) este un sat în comuna Șanț din județul Bistrița-Năsăud, Transilvania, România. La recensământul din 2002 avea o populație de 342 locuitori.